# أرشيبالد جون ماكدونالد (سياسي)
أرشيبالد جون ماكدونالد هو شخصية أعمال وسياسي كندي، ولد في 10 أكتوبر 1834، وتوفي في 18 أغسطس 1917.